# سید نصرالله سجادی
سید نصرالله سجادی (متولد ۱۳۳۰) استاد دانشکده تربیت بدنی و علوم ورزشی دانشگاه تهران، سرپرست سابق وزارت ورزش و جوانان، معاون پیشین توسعه ورزش قهرمانی و حرفه‌ای وزارت ورزش و جوانان و رئیس پیشین فدراسیون فوتبال است.

## زندگی‌نامه
نصرالله سجادی در سال ۱۳۳۰ به دنیا آمد. او کارشناسی تربیت بدنی خود را در سال ۱۳۵۶ از دانشگاه تربیت معلم، کارشناسی ارشد مدیریت و برنامه‌ریزی در ورزش را در سال ۱۳۶۸ از دانشگاه تربیت مدرس، دکترای مدیریت و برنامه‌ریزی در ورزش را سال ۱۳۸۲ از دانشگاه تهران کسب کرد و با عنوان دانشیار دانشکدۀ تربیت بدنی و علوم ورزشی دانشگاه تهران به فعالیت خود ادامه داد.
در سال ۱۳۶۰ با ابلاغ محمدجواد باهنر، مدیر کل تربیت بدنی وزارت آموزش و پرورش شد. ریاست فدراسیون فوتبال، قائم مقام سازمان تربیت بدنی، دبیرکلی کمیته ملی المپیک و معاون تربیت بدنی و تندرستی وزیر آموزش و پرورش از دیگر سوابق مدیریتی وی بوده‌است. سجادی همچنین در بازی‌های المپیک ۱۹۸۸ سئول، ۱۹۹۶ آتلانتا، ۲۰۰۴ آتن و ۲۰۰۸ پکن، توکیو ۲۰۲۰ سرپرست کاروان ورزشی جمهوری اسلامی ایران بود. وی در پنج دوره بازیهای آسیایی عهده‌دار سرپرستی کاروان ورزشی ایران بوده‌است و سابقۀ عضویت در شورای المپیک آسیا را از سال ۱۳۷۰ به مدت ۲۰ سال داشته و از سال ۱۳۷۳ مدرس «المپیک سولیداریتی» کمیته بین‌المللی المپیک است.

## سوابق اجرایی
- مدیرکل تربیت بدنی در وزارت آموزش و پرورش به مدت ۵۲ ماه از سال ۱۳۶۰ تا ۱۳۶۴ (ابلاغ از شهید باهنر)
- رئیس فدراسیون فوتبال از سال ۱۳۶۴ تا ۱۳۶۵
- قائم‌مقام سازمان تربیت بدنی به مدت ۳ سال از سال ۱۳۶۶ تا ۱۳۶۸
- معاون حقوقی و امور مجلس سازمان تربیت بدنی به مدت یک سال از سال ۱۳۶۵ تا سال ۱۳۶۶
- نایب‌رئیس کمیته المپیک به مدت ۴ سال از سال ۱۳۵۹ تا ۱۳۶۳
- مدیرکل گروه مبانی علوم انسانی در دانشگاه تهران به مدت ۶ سال از سال ۱۳۷۳ تا ۱۳۷۸
- معاون وزیر آموزش و پرورش به مدت ۴ سال از سال ۱۳۸۰ تا ۱۳۸۴
- رئیس فدراسیون فوتبال در سازمان تربیت بدنی به مدت ۱۶ ماه از سال ۱۳۶۴ تا ۱۳۶۵
- سرپرست کاروان ورزشی ایران در بازی‌های آسیایی سئول۱۹۸۶، پکن۱۹۹۰، هیروشیما۱۹۹۴، بانکوک ۱۹۹۸دوحه ۲۰۰۶,جاکارتا ۲۰۱۸
- سرپرست کاروان ورزشی ایران در بازیهای المپیک سول ۱۹۹۱۱۹۸۸-آتلانتا ۱۹۹۶-اتن ۲۰۰۴ -بیجینگ ۲۰۰۸-توکیو۲۰۲۰
- سرپرست کاروان ورزشی ایران در بازیهای المپیک زمستانی ۲۰۰۲ سالت لیک سیتی
- سرپرست کاروان ورزشی ایران در بازیهای آسیایی زمستانی ۲۰۰۳ اموری در ژاپن
- سرپرست بازیهای آسیایی داخل سالن ۲۰۰۵ بانکوک
- عضو کمیته مالی و بازار یابی شورای المپیک آسیا (۱۹۹۱–۲۰۱۱
- عضو کمیته هماهنگی باریهای آسیایی: کوانگ جو ۲۰۱۰ و اینچئون ۲۰۱۴ و جاکارتا ۲۰۱۸. هانگژو ۲۰۲۲.

سجادی با آغاز کار دولت یازدهم در ۷ مهر ۱۳۹۲، طی حکمی از سوی رضا صالحی امیری، سرپرست وزارت ورزش و جوانان به عنوان معاون ورزش قهرمانی و حرفه‌ای در این وزارتخانه منصوب گردید و در تاریخ ۹ بهمن ۱۳۹۵ از سمت خود استعفا داد.
در تاریخ ۸ بهمن ۱۳۹۶ طی حکمی از سوی صالحی امیری رئیس کمیته ملی المپیک، سجادی سرپرست کاروان ایران در بازی‌های آسیایی ۲۰۱۸ جاکارتا شد.
سپس در ۱۹ اسفند ماه ۱۳۹۶ به سمت مشاور عالی رئیس کمیته ملی المپیک منصوب گردید.

## سوابق علمی و پژوهشی[۲]
1. تألیف و ترجمه کتاب (بعضاً با همکاران دانشگاهی) در زمینه جنبش المپیک، مدیریت سازمان‌های ورزشی، فوتبال، بازاریابی ورزشی، روابط بین‌الملل در ورزش… ۳۱عنوان
2. راهنمایی و مشاوره پایان‌نامه و رساله دکترا بیش از ۲۵۶ مورد
3. معاونت توسعه ورزش قهرمانی و حرفه‌ای وزرات ورزش و جوانان دولت یازدهم

## نامزدی و سرپرستی وزارت ورزش و جوانان دولت یازدهم
بعد از اینکه مسعود سلطانی‌فر و رضا صالحی امیری نتوانستند از مجلس رأی اعتماد بگیرند، حسن روحانی، نصرالله سجادی را به عنوان سومین وزیر پیشنهادی در ۱۲ آبان ۱۳۹۲ به مجلس معرفی کرد. صلاحیت سجادی در روز ۱۹ آبان ۱۳۹۲ در صحن علنی مجلس مورد بررسی قرار گرفت. نصرالله سجادی با ۱۲۴ رای موافق، ۱۰۷ رای مخالف و ۲۲ رای ممتنع از مجموع ۲۵۳ نماینده حاضر موفق به کسب رای اعتماد از مجلس شورای اسلامی نشد و سومین وزیر پیشنهادی وزارت ورزش و جوانان نیز از راهیابی به کابینه بازماند. مجتبی رحماندوست، از نمایندگان مجلس عضو جبهه پایداری در خصوص این عدم رای اعتماد عنوان کرد: «سجادی در زمان تحصن نمایندگان مجلس ششم؛ معاونت سازمان تربیت بدنی را بر عهده داشت که به نشانه حمایت از نمایندگان تحصن‌کننده، از این سمت استعفا داد. عدم عذرخواهی وی در جلسه رای اعتمادش، موجب عدم اعتماد نمایندگان مجلس به وی شد.»
در ۲۸ مهر ۱۳۹۵ و بعد از استعفای محمود گودرزی، وزیر ورزش و جوانان، حسن روحانی، رئیس‌جمهوری طی حکمی نصرالله سجادی را به عنوان سرپرست وزارت ورزش و جوانان منصوب کرد.